# U-72
L'U-72 fu un sommergibile tipo VIIC della Marina da guerra tedesca durante la seconda guerra mondiale. Fu varato il 22 novembre 1940 e rimase in servizio continuo come unità da addestramento fino alla conclusione del conflitto nel maggio 1945.
L'U-72 fu assegnato il 9 giugno 1941 alla 24ª flottiglia U-Boot e successivamente, il 2 luglio, alla 21ª flottiglia. Entrambe le unità erano deputate all'addestramento dei nuovi equipaggi. L'U-72 svolse unicamente attività addestrative per tutta la durata della guerra, non avendo mai l'occasione di uscire in mare per una pattuglia di guerra.
Il 30 marzo 1945, l'U-72 fu danneggiato a Brema da un bombardamento aereo diurno dell'aviazione statunitense. Poco più di un mese dopo, il 2 maggio, la Germania fu sconfitta e l'U-72 fu auto-affondato dagli stessi tedeschi.